# Quintus Salvidienus Rufus
Quintus Salvidienus Rufus (né vers 65 et mort en 40 av. J.-C.) est un général romain du Ier siècle av. J.-C. et l'un des plus proches conseillers ainsi que le général en chef d'Octavien pendant les premières années de son activité politique.

## Biographie
Salvidienus est de naissance obscure, et selon Dion Cassius, il aurait gardé des troupeaux dans sa jeunesse.

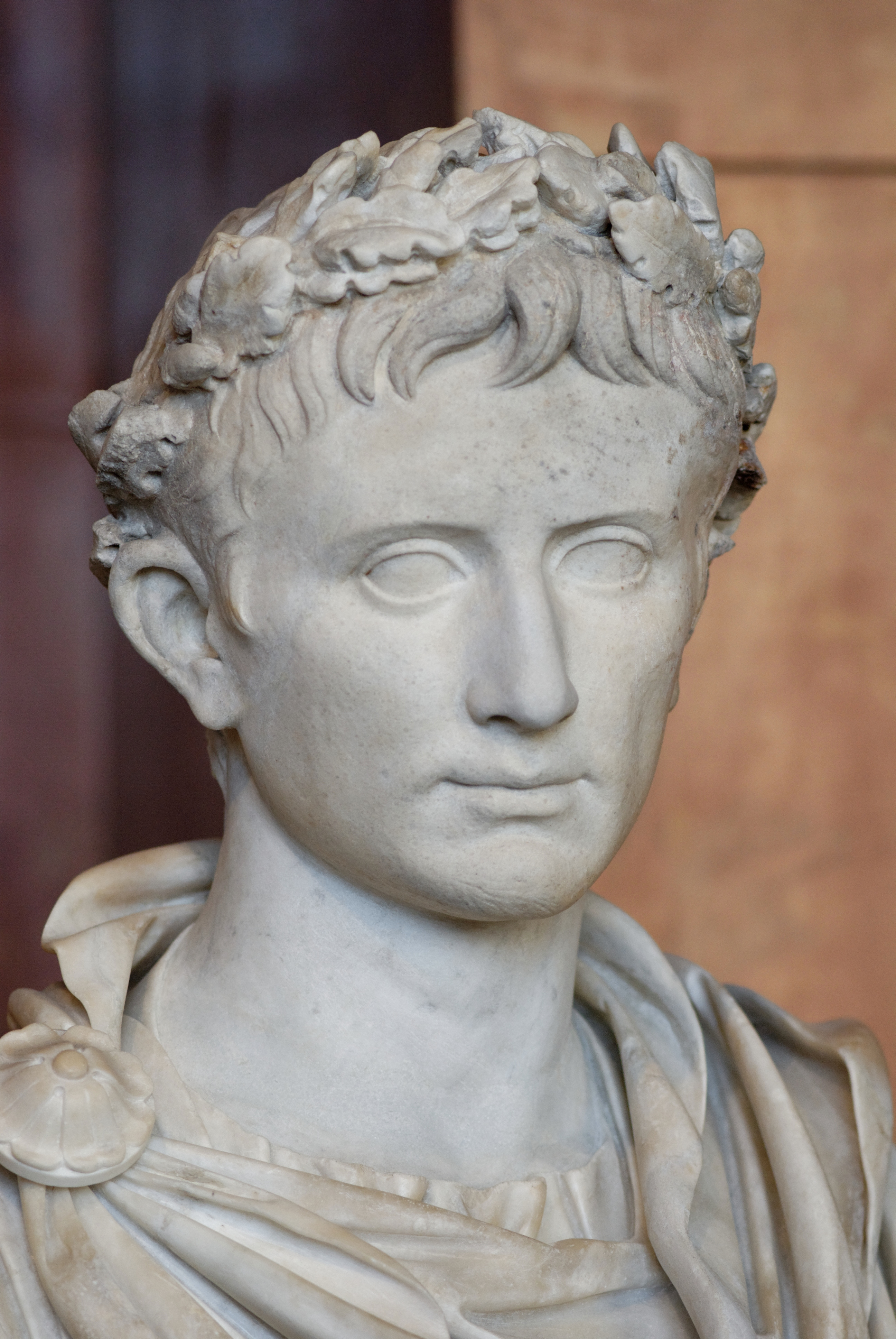
Portrait d'Octave du type de Prima Porta. Marbre, début du

Il rencontre peut-être Octave, le futur empereur Auguste, pendant les cours de certains maîtres de rhétorique, dont Apollodore de Pergame, à l'instar de Marcus Vipsanius Agrippa. Malgré son origine modeste, il devient l'un des meilleurs amis d'Octave.
Plus âgé qu'Octave et Agrippa, il a peut-être combattu sous les ordres de Jules César pendant les guerres civiles où il a acquis une certaine expérience militaire.
César envoie Octave et ses amis étudier ensemble à Apollonie d'Illyrie, où sont situées les légions macédoniennes en prédiction de grandes expéditions militaires contre les Daces et les Parthes, pendant qu'il conforte son pouvoir à Rome. Ils sont à Apollonie depuis six mois quand ils apprennent l'assassinat de César perpétré aux ides de Mars 44 av. J.-C. Salvidienus et Agrippa conseillent à Octave de marcher sur Rome avec l'appui des légions de Macédoine pour éliminer les meurtriers de César, mais celui-ci décide de rallier Rome discrètement par bateau, suivant les conseils prudents de sa famille, en compagnie de ses deux amis. Leurs conseils ne sont pas seulement dictés par leurs ardeurs juvéniles, mais peut-être aussi par des ambitions politiques, en cherchant à profiter des guerres civiles pour s'élever dans la hiérarchie sociale aux dépens de l’aristocratie romaine dont beaucoup de membres sont mêlés dans l’assassinat de César.

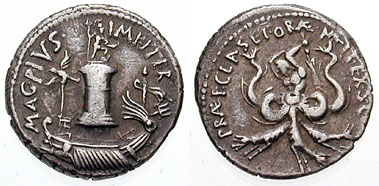
Denier de Sextus Pompée, célébrant une victoire navale sur Octave (42/40 av. J.-C.).

Il devient l'un des plus fiables généraux d'Octave durant les guerres civiles après la mort de César. En 42 av. J.-C., Octave lui confie le commandement de sa flotte pour combattre Sextus Pompée, qui a pris le contrôle de la Sicile et qui harcèle les côtes d'Italie. Pierre Cosme souligne que c'est révélateur d'un renouvellement de la classe dirigeante romaine, Octave s'entourant notamment de personnes d'origine modeste, tels Salvidienus ou Agrippa.
Faute de moyens suffisant, Salvidienus ne peut reprendre la Sicile et est défait lors d'une bataille navale sur les côtes du Rhegium,, près du promontoire de Scyllaeum, essentiellement en raison de l'inexpérience de ses équipages.

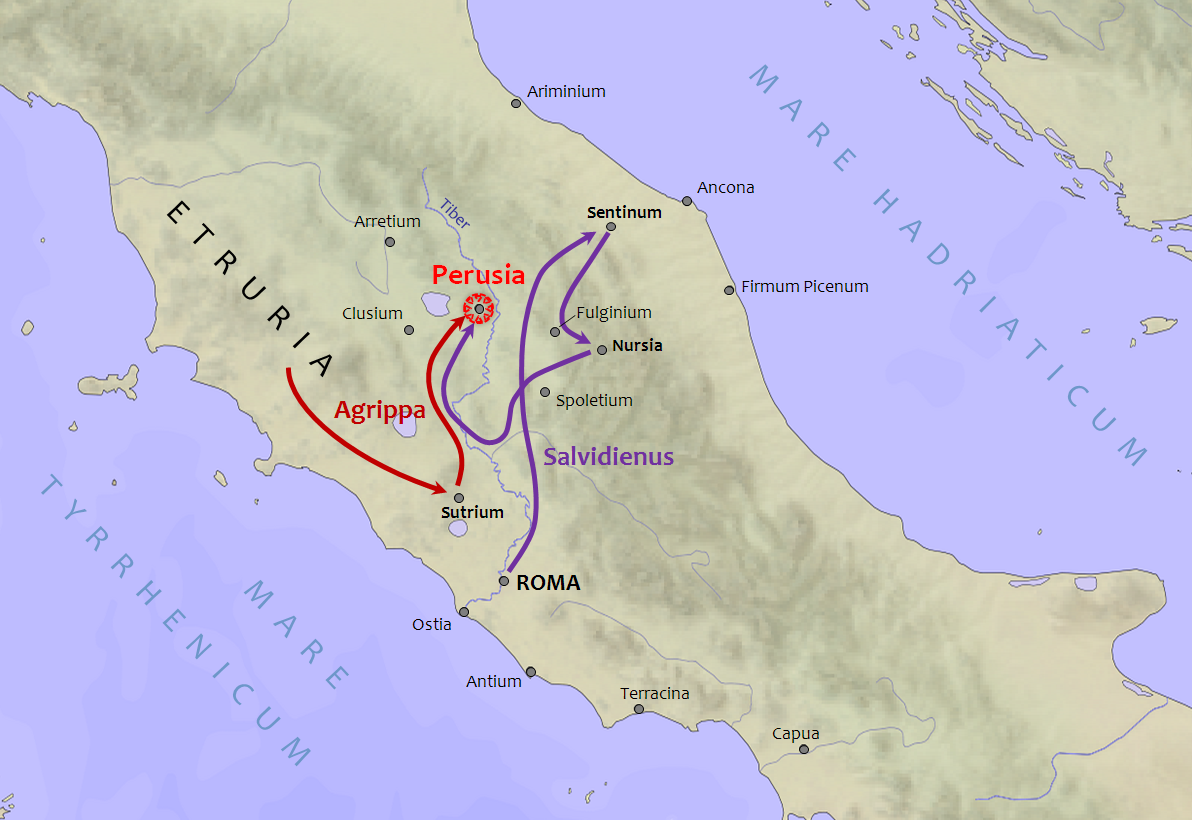
Mouvements de légions des alliés d'Octave dans la guerre de Pérouse en 41 av. J.-C. jusqu'au siège de la ville.

Au retour d'Octave de la Grèce après la bataille de Philippes, Salvidienus est envoyé en Hispanie avec six légions, mais se hâte de se retirer vers l'Étrurie sur appel d'Octave, pour s'opposer à Fulvie, épouse de Marc Antoine, et à Lucius Antonius, son frère, qui ont pris les armes contre Octavien, en commençant ainsi la guerre de Pérouse.
Salvidienus, alors général en chef d'Octavien, le rejoint dans le siège de Sentinum. Après le retour d'Octavien à Rome, il ne tarde pas à s'emparer de la ville, puis il la fait raser, avant de faire capituler Nursia. De son côté, Agrippa lève trois ou quatre légions de vétérans en Étrurie et s'empare de Sutrium qui occupe une position stratégique sur la via Cassia au nord de Rome, soulageant ainsi Salvidienus qui risquait d'être encerclé. Les deux hommes forcent alors Lucius Antonius à s'enfermer dans Pérouse,. Ce conflit s'achève avec la capture de la ville en 40 av. J.-C., les alliés de Lucius Antonius qui ont tenté de forcer le siège subissant plusieurs revers infligés par Salvidienus et Agrippa,.
Après la fin de la guerre de Pérouse, il accompagne Octave en Gaule en tant que gouverneur.

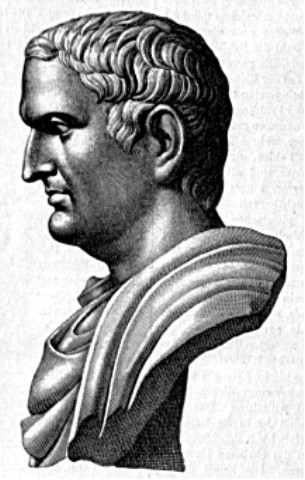
Buste de Marc Antoine.

La faiblesse du triumvirat se révèle quand, en août 40 av. J.-C., Marc Antoine et Sextus Pompée pénètrent simultanément mais de façon non coordonnée sur le territoire italien. 
Il est désigné comme consul pour l'année suivante,, bien qu'il ne soit même pas de rang sénatorial, mais seulement chevalier. Octavien lui décerne un autre honneur en faisant construire un pont uniquement pour le convoi funéraire de son frère, mort avant lui, pour traverser le Tibre.
Salvidienus s'apprêterait alors à trahir Octavien pour rallier Antoine, conscient de la faiblesse des forces octaviennes par rapport à celles de Marc Antoine,,. Ce dernier ayant signé la paix de Brindes avec Octavien, il dénonce Salvidienus, qui lui aurait proposé de déserter pour se joindre à lui lors de sa marche sur l’Italie, mais la proposition de Salvidienus serait arrivée à Antoine après que la paix eut été proclamée,.
Il est arrêté, accusé de haute trahison devant le Sénat par Octavien, puis condamné. Il meurt soit exécuté, soit il se suicide volontairement.

#### Sources modernes
- Pierre Cosme, Auguste, Librairie Académique Perrin, 2005, 345 p. (ISBN 978-2-262-01881-8)

#### Sources antiques
- Appien d'Alexandrie, Guerres civiles, IIe siècle apr. J.-C.
- Dion Cassius, Histoire romaine, IIe et IIIe siècles apr. J.-C.
- Suétone, Vie d'Auguste, Ier et IIe siècles apr. J.-C.
- Tite-Live, Periochae, Ier siècle av. J.-C.
- Velleius Paterculus, Histoire romaine, Ier siècle apr. J.-C.